# Parc de l'église de Jyväskylä
Le Parc de l’église (en finnois : Kirkkopuisto) est le plus grand parc de Jyväskylä en Finlande.

## Histoire
Jyväskylä naît en 1837, par la volonté du tsar Nicolas Ier.
Dans le plan d'urbanisme de Carl Ludvig Engel publié en 1837, le quartier du parc actuel est  défini comme la place du marché de l'église, c'est-à-dire une place de marché avec une église entourée d'un parc.
Après de longs débats houleux l'église de Jyväskylä conçue par Ludvig Isak Lindqvist est construite en 1880 au milieu de la place du marché et l'on commence à concevoir le parc qui l'entoure.
Le marché sera fermé dans les années 1930.
Le parc est rénové entre 2000 et 2003.
Le parc est une composante essentielle du centre-ville, on y trouve l'église de Jyväskylä et l'œuvre de Pauli Koskinen nommée la jeune Minna Canth sculptée en 1962.
L'hôtel de ville de Jyväskylä est construit en bordure du parc.
Le 1er mai, jour de la fête de Vappu, les étudiants se réunissent dans le parc de l'église et coiffent la statue de Minna Canth d'une casquette de bachelier.

## Galerie

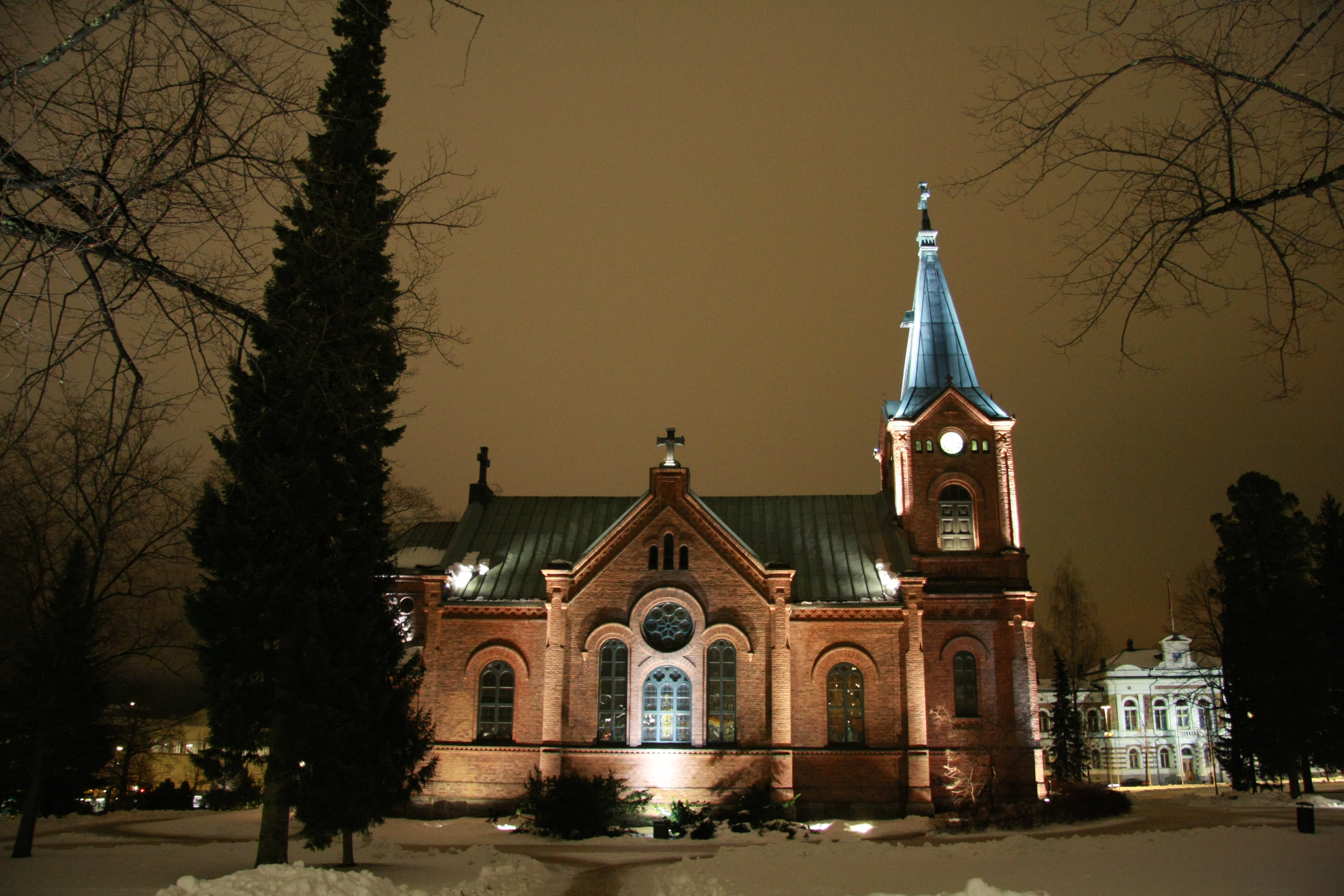
L'église de Jyväskylä en 2008.
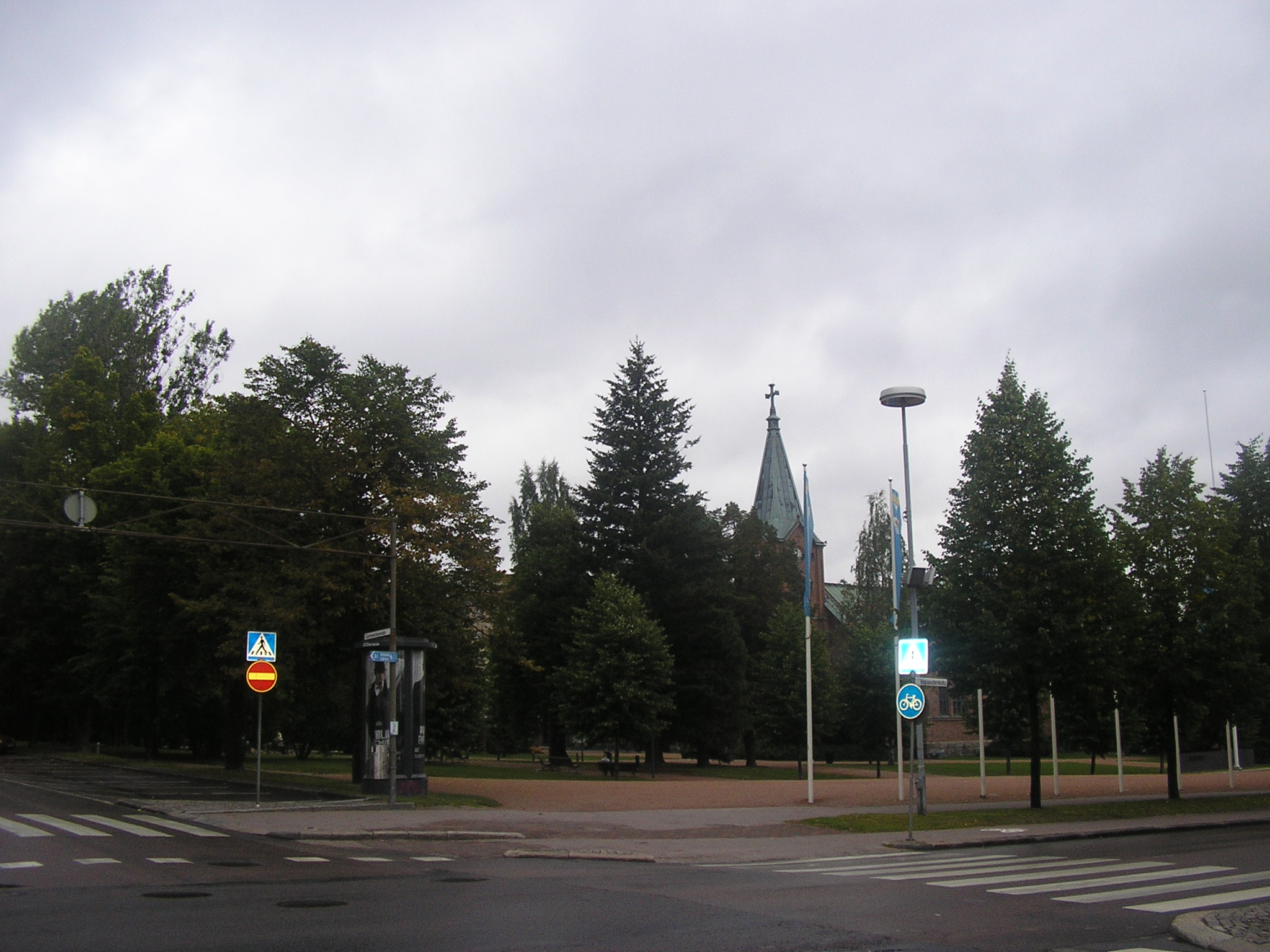
Le parc de l'église.
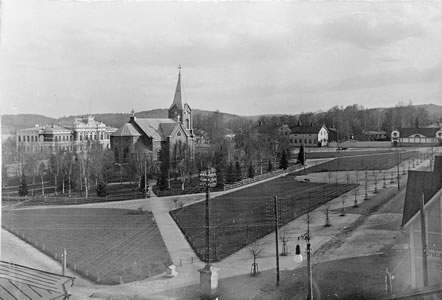
Le parc dans les années 1900.
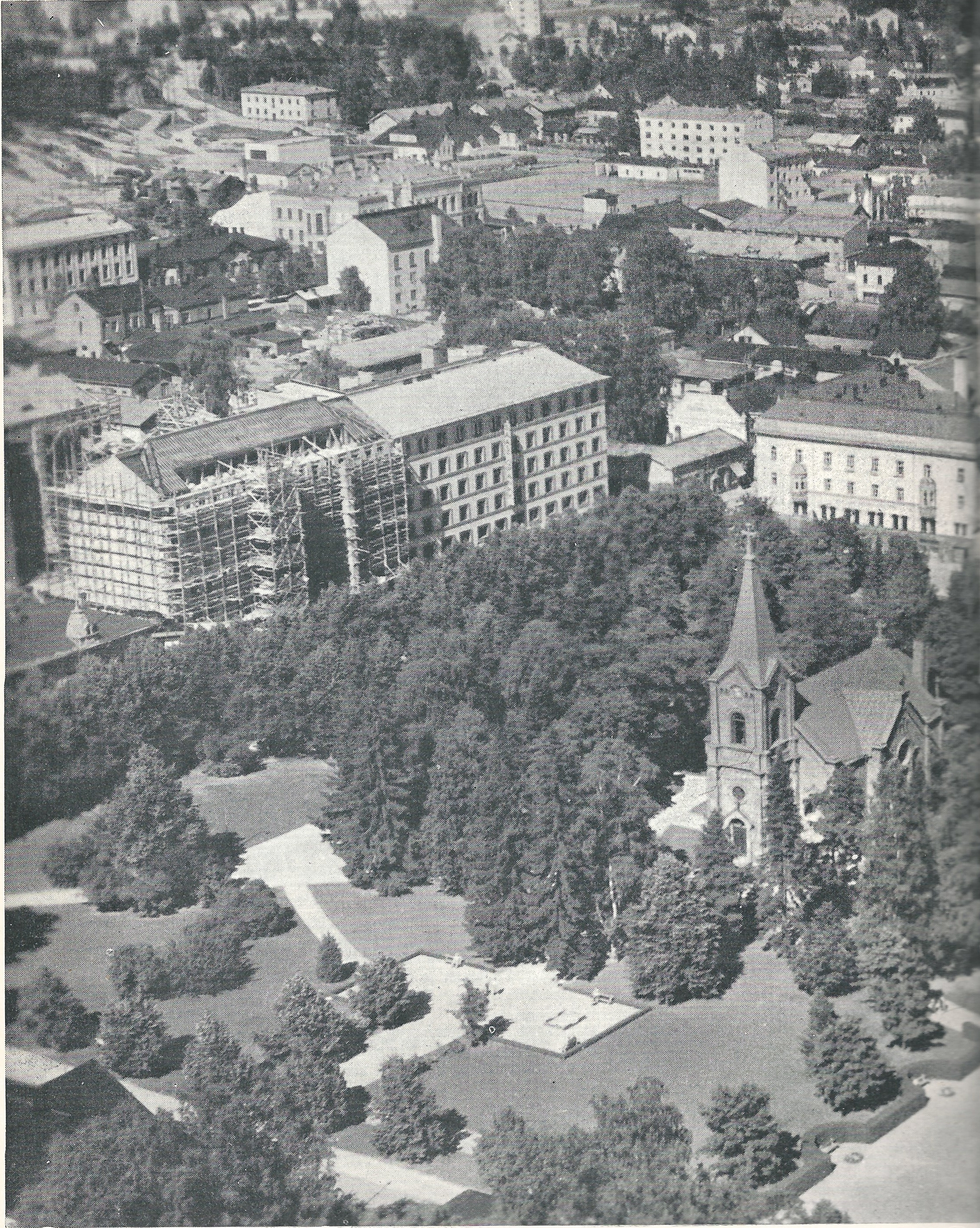
Vue aérienne en 1949.